# Wehrmachtslokomotive WR 360 C 14
Die Wehrmachtsdiesellokomotiven des WR 360 C 14 entstanden in den späten 1930er Jahren als Rangierlokomotiven für die deutsche Wehrmacht. Die Typenbezeichnung bezeichnet eine Wehrmachtlokomotive für Regelspur mit 360 PS, Achsfolge C (drei gekuppelte Antriebsachsen) und einer Achslast von etwa 14 Tonnen.

## Geschichte

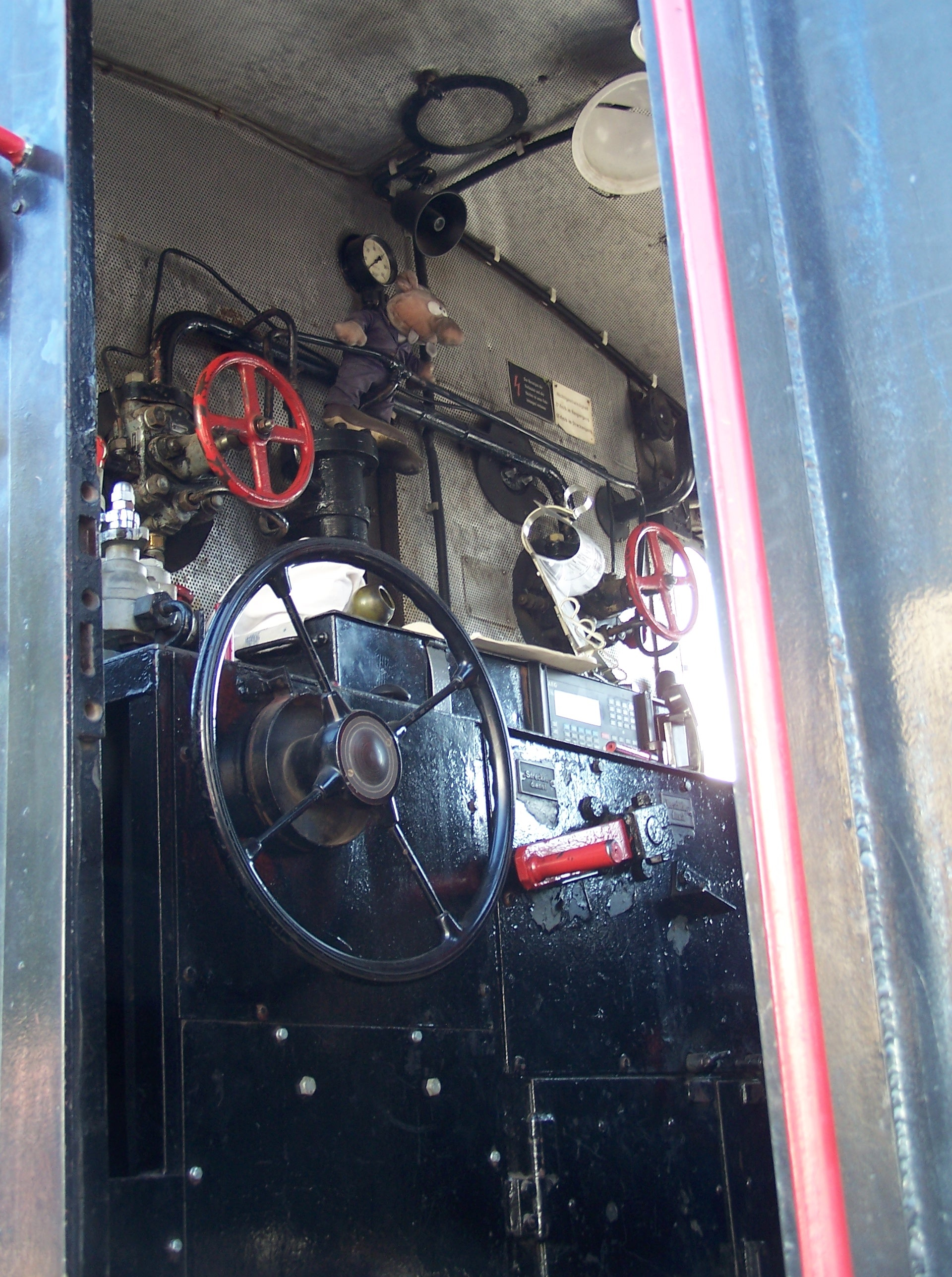
V 36 406, Führerstand

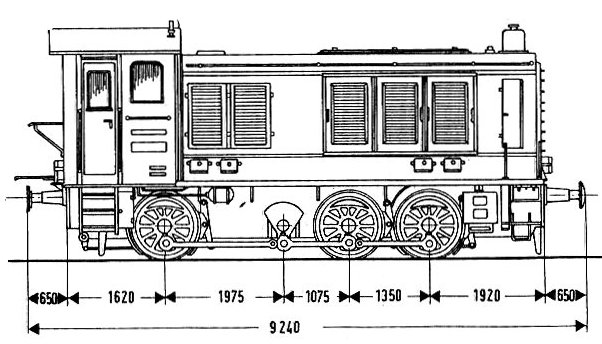
(Nicht normgerechte) technische Zeichnung

Entwickelt wurden die Loks von der Arbeitsgemeinschaft für Motorlokomotiven, die aus der Berliner Maschinenbau und Orenstein & Koppel bestand, für explosionsgefährdete Standorte der Wehrmacht (Raffinerien, Tanklager und Munitionsdepots), aber auch für Häfen, Flugplätze und kriegswichtige Unternehmen, wie die Wirtschaftliche Forschungsgesellschaft, die Dynamit AG, die Wolff & Co. und die I.G. Farben, wo Dampflokomotiven mit ihren Dampf- und Rauchschwaden die Standorte verraten hätten. Ein Beispiel dafür war die Heeresversuchsanstalt in Peenemünde auf der Ostseeinsel Usedom, wo die WR 360 C 14 zwischen Zinnowitz und Peenemünde auch vor Zügen im Personenverkehr zum Einsatz kamen.
Die Kraftübertragung vom Dieselmotor (den wie die Lokomotiven selbst verschiedene Hersteller bauten) zu den Rädern erfolgte über ein hydraulisches Mehrstufengetriebe von Voith, eine Blindwelle und Treibstangen. Bei der Bundesbahn wurden die Lokomotiven mit einem Sechszylinder-Reihenviertaktdieselmotor des Typs MWM RHS 235 S ausgerüstet, der mit 103 l Hubraum 360 PS (265 kW) bei 600 min−1 leistete. Die mit diesem Motor ausgestatteten Fahrzeuge wurden als Baureihe V 36.1 bezeichnet. Bei der Deutschen Reichsbahn in der DDR wurden bei Remotisierungen Motoren des VEB SKL vom Typ 6 NVD 36 eingesetzt, ein Sechszylinder-Normalhubviertaktdieselmotor mit 97,7 l Hubraum und einer Leistung von 428 PS (315 kW) bei 500 min−1.
Gefordert war eine möglichst einfache Bedienbarkeit, und die Möglichkeit, zwei mit dem Führerhaus gekuppelte Lokomotiven von einem Führerstand aus zu bedienen. Zunächst wurde 1936 ein Prototyp HR 360 C 12 gebaut, nach eingehenden Tests zehn Vorserienlokomotiven WR 360 C 12. Noch während der Auslieferung wurden weiter Lose in Auftrag gegeben. 261 Lokomotiven dieses Typs wurden gebaut. Die Kriegs-Diesellokomotiven wurden während des Zweiten Weltkrieges in ganz Europa und – besonders im Fall der vierachsigen Variante – auch in Nordafrika eingesetzt. Ein Bericht der Wochenschau von damals zeigt die Entladung einer WR 550 D 14 in einem nordafrikanischen Hafen.
Entwickelt wurde die WR 360 C 14 parallel zu der WR 200 B 12 und WR 200 B 14, der späteren DB-Baureihe V 20. Die WR 360 C 14 wurde aber auch weiterentwickelt. Es entstanden noch während des Krieges drei WR 550 D 14, eine stärkere, vierachsige Bauart. Zwei dieser Loks wurden zusammen mit einer R 360 C 14 nach dem Krieg in Haifa eingesetzt, eine der Lokomotiven ist als Bestandteil eines Panzerzuges in Warschau museal erhalten. Von ihren zwei- und dreiachsigen Schwesterlokomotiven sind jeweils einige erhalten. Von 1938 bis 1944 entstanden außerdem 20 Lokomotiven mit mechanischer Kraftübertragung, die als Reihe DWK 360 C bezeichnet wurden und nach dem Zweiten Weltkrieg bei der DR als V 36 050–053 und bei der DB als V 36 301, 311–315 sowie 317–318 eingereiht wurden.

### Ab 1945
Nach dem Krieg wurden die Wehrmachtslokomotiven von den Alliierten beschlagnahmt. Viele der Lokomotiven waren zerstört oder nicht einsatzfähig. Erst ab 1946 wurden Lokomotiven, die die Alliierten nicht selber nutzten, an die Deutsche Reichsbahn übergeben, die Diesellokomotiven dieser Bauart wurden als Baureihe V 36 eingeordnet. Offiziell wurden sie erst im August 1949 von der staatlichen Erfassungsstelle für öffentliches Gut an die Reichsbahn übergeben. Aus bereits vorhandenen Teilen baute die Holmag/MAK 1947/48 vierzehn Lokomotiven nach, wovon die DR im Vereinigten Wirtschaftsgebiet dreizehn Lokomotiven als V 36 150 und 251–262 übernahm.
1950 waren für die Deutsche Bundesbahn (DB) 18 weitere Lokomotiven bei MAK gebaut worden, eingereiht als V 36.4 mit den Nummern V 36 401 bis 418. Von den Vorkriegsmaschinen unterschieden sie sich durch neue Getriebe und größere Kraftstoff- und Luftbehälter. Daher hatten sie einen vergrößerten Achsstand von 4400 mm (statt 3600 mm bei der Regelbauart), waren insgesamt aber nur geringfügig länger (LüP: 9240 mm.).
Auch von Deutz gab es 1949 bis 1953 Nachbauten, drei waren für die Deutsche Bundespost in Hannover bis 1972 im Einsatz.
Vorübergehend liefen die Lokomotiven bei der DR in der DDR auch unter anderen Bezeichnungen, z. B. V 10, erst ab 1957 wurden sie konsequent als V 36 durchnummeriert. Bei den Österreichischen Bundesbahnen (ÖBB) wurden die in Österreich verbliebenen Lokomotiven unter der Baureihe 2065 eingereiht. In den neuen deutschen Nummernplänen trugen die Maschinen bei der DB ab 1968 die Baureihenbezeichnung 236, bei der DR ab 1970 die Baureihenbezeichnung 103.
Die V 36.1, .2 und .4 wurden bei der DB sogar im Wendezugdienst vor und hinter Reisezügen eingesetzt. Dabei kam die sogenannte „indirekte Wendezugsteuerung der Einheitsbauart“ zum Einsatz. Das heißt, beim geschobenen Zug (wegen der fehlenden Zugheizung der V 36 meistens vierachsige Steuer- und Beiwagen von Dieseltriebwagen, aber auch Plattformwagen der Bauart „Donnerbüchse“) befand sich der Lokomotivführer im Wendezugbefehlswagen, während die Lok, die in der Regel mit dem Vorbau am Zug stand, von einem „maschinentechnischen Begleiter“ besetzt war. Die Übermittlung der Fahrbefehle (die Bremse wurde vom Lokführer bedient) erfolgte über eine Klingelleitung und eine mit einem Maschinentelegraf vergleichbare Anzeigevorrichtung. Sieben Lokomotiven erhielten zwischen 1955 und 1959 eine elektropneumatische Steuerung, die von nur einem Mann zu bedienen war. Für diese Einsätze wurden einige V 36 einem großen Umbau unterzogen: Weil die Fahrt mit dem (recht hohen) Vorbau voraus immer etwas problematisch war und den Einmannbetrieb verhinderte, wurde ihnen eine Kanzel auf das Führerhaus gesetzt. Der Lokomotivführer stand dann am Führerpult in etwa so wie der Kapitän eines Schiffes auf seiner Brücke. Es gab Versuchs- und Einheitskanzeln. Die V 36 238 erhielt ein komplett neues Hochführerhaus.
Nach der Lieferung stärkerer Loks bei der DB, vor allem der Baureihe V 60, wanderten die V 36 in den leichten Rangierdienst, in den Arbeitszug- und in den Werkstättendienst ab. Der Wendezugverkehr endete 1966. In den 1970er Jahren wurden sie bei der Deutschen Bundesbahn ausgemustert, die Letzte im Juli 1981.
Bei der DR in der DDR wurden die Lokomotiven zunächst vorwiegend im Streckendienst eingesetzt. Auch hier verdrängten Neulieferungen anderer Baureihen die V 36 in den Rangierdienst. Da Ersatzteile schwer zu bekommen waren, erhielten ab 1963 zwölf Lokomotiven einen neuen Motor der Bauart 6 NVD 36 des VEB Schwermaschinenbau Karl Liebknecht. Neun dieser Lokomotiven wurden auch noch auf Einmannbedienung umgebaut. In den 1980er Jahren erfolgte die Ausmusterung auch bei der Deutschen Reichsbahn, hier wurde die letzte Lokomotive im Mai 1982 ausgemustert.
Die Farbgebung war während des Zweiten Weltkrieges unterschiedlich, aber möglichst unauffällig. Bei der DB waren die Aufbauten schwarz, das Dach silber und die Räder rot. Bei der DR waren die Aufbauten grün, das Fahrwerk schwarz, ab 1960 auch rot.

## Verbleib

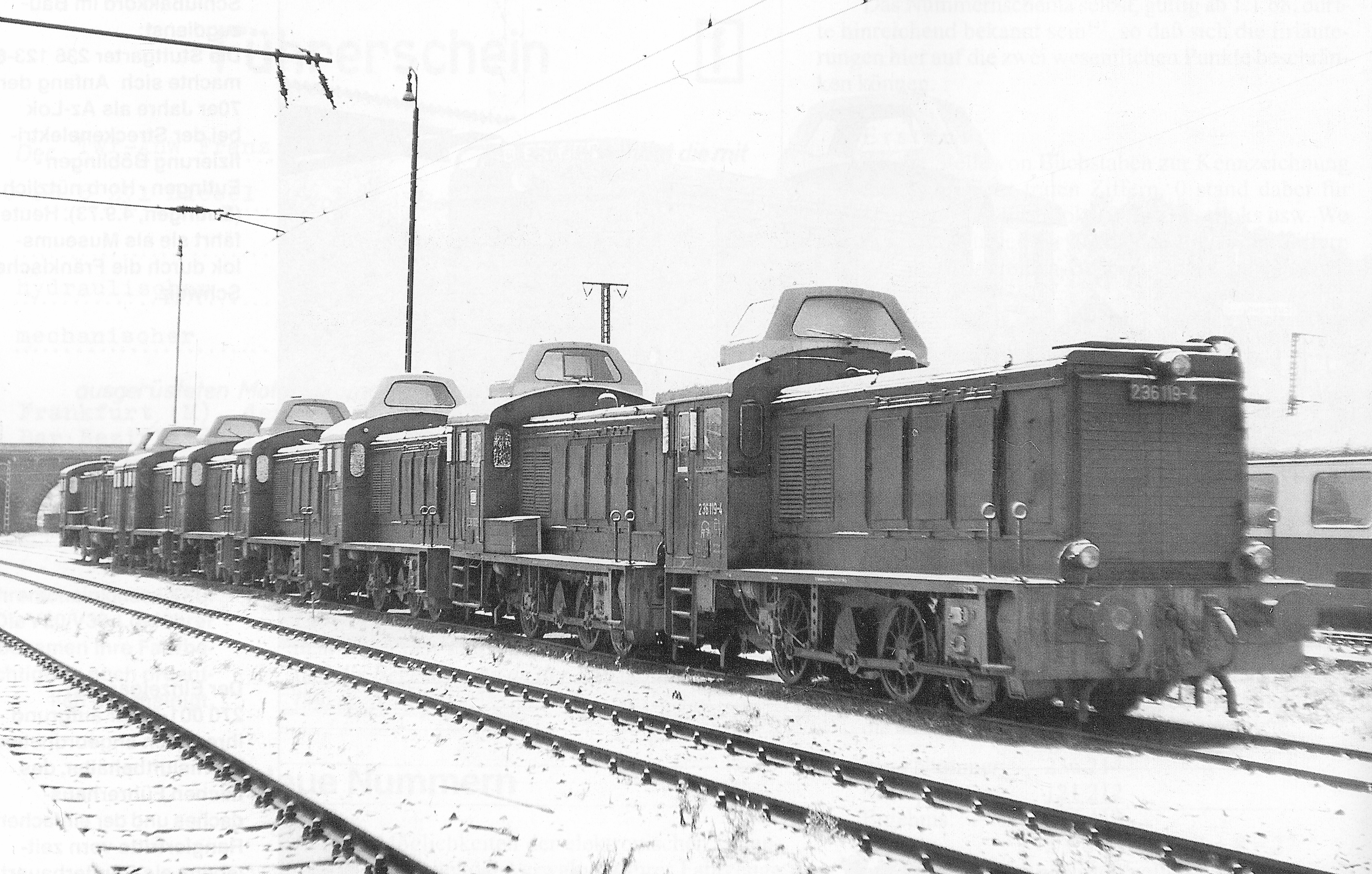
Mehrere V 36 mit Hochführerstand in München 1972

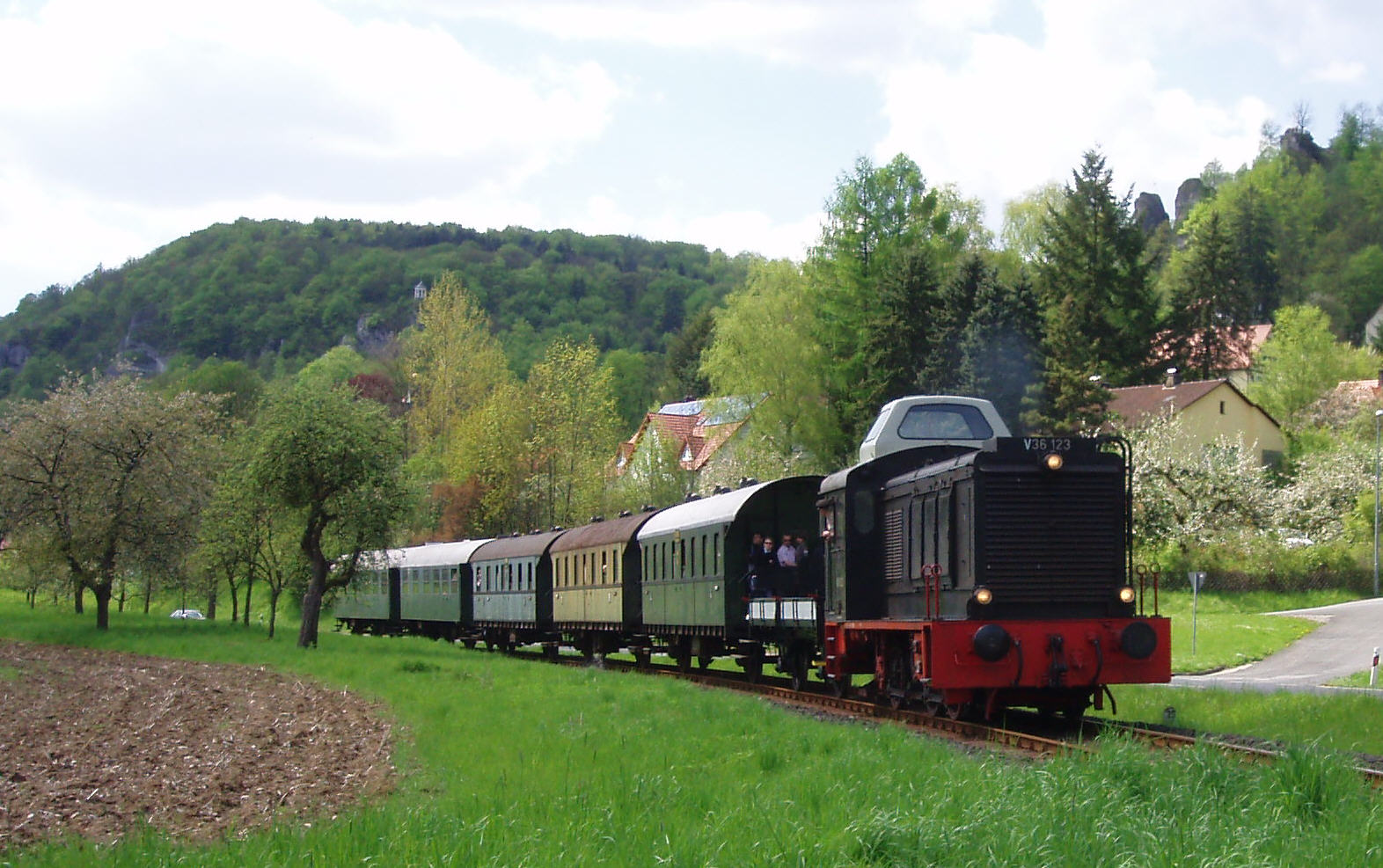
V 36 123 der Dampfbahn Fränkische Schweiz

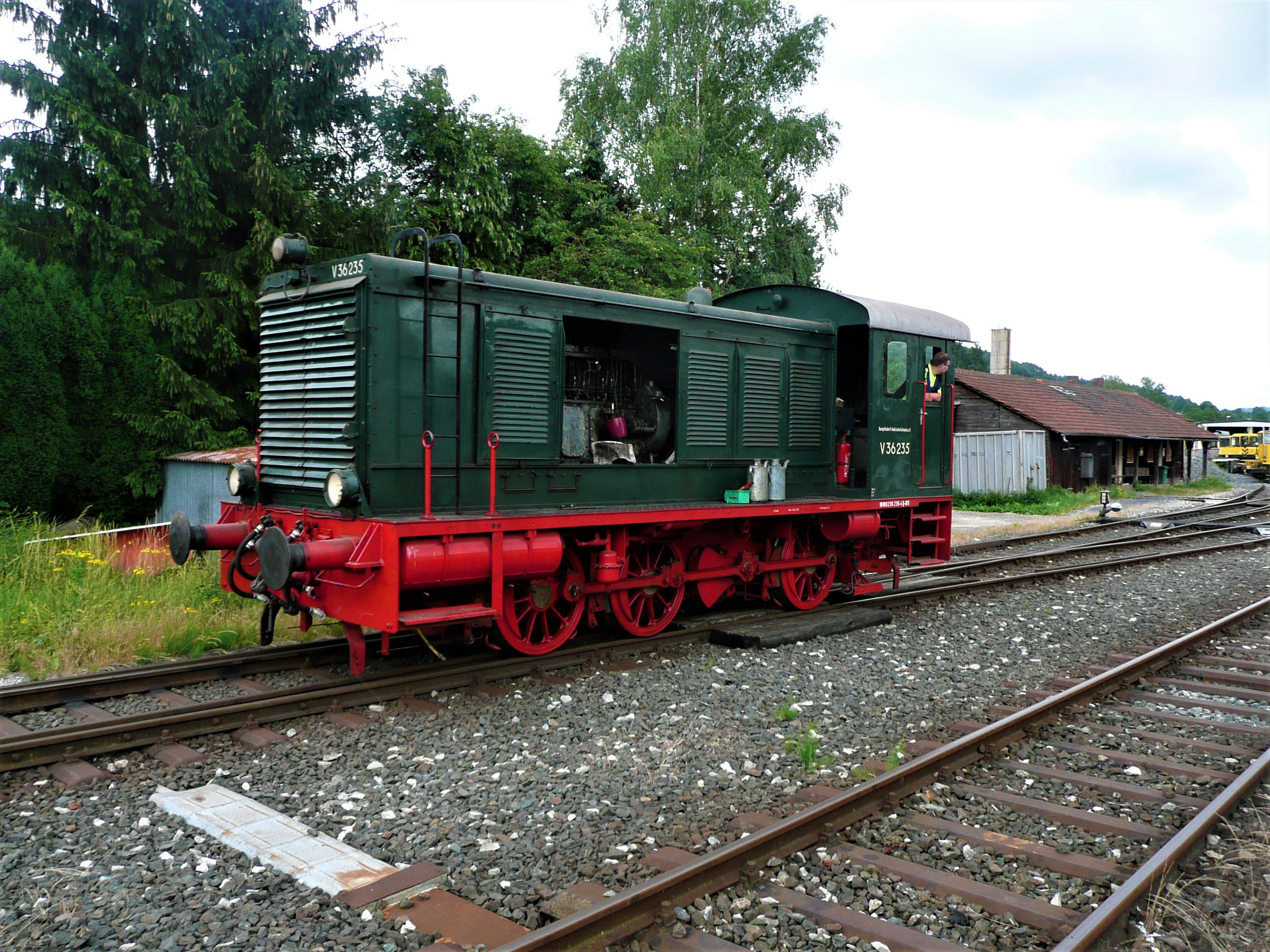
V 36 235 der Dampfbahn Fränkische Schweiz in Ebermannstadt

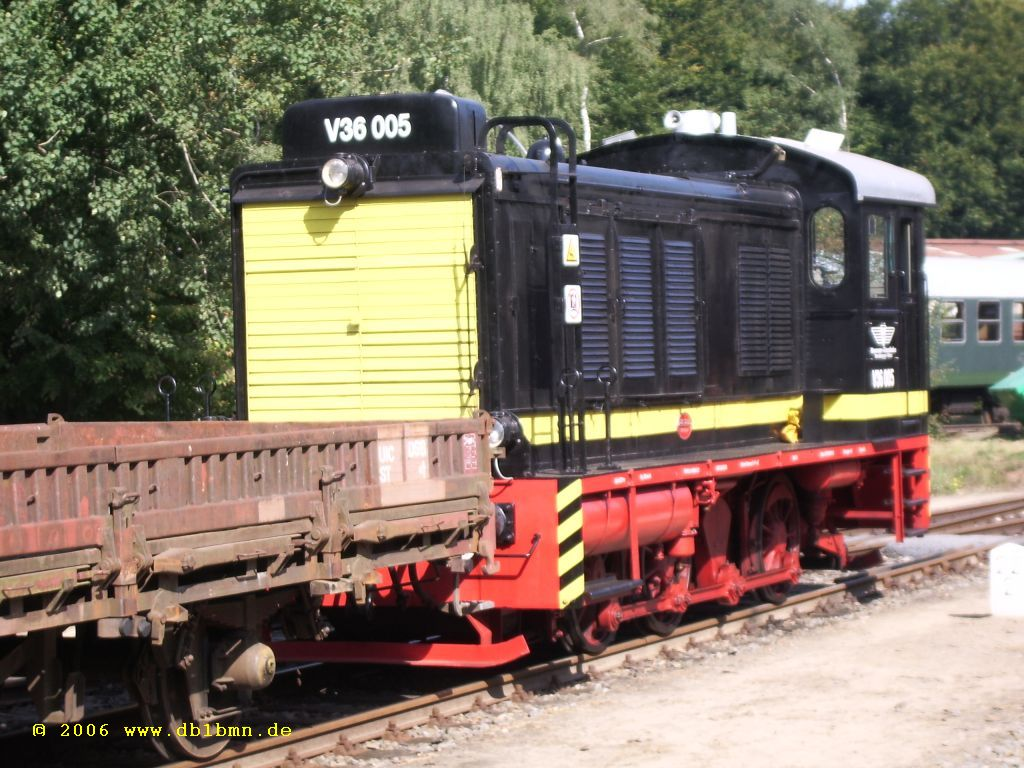
Heutige V 36 005 der Verkehrsbetriebe Grafschaft Hoya

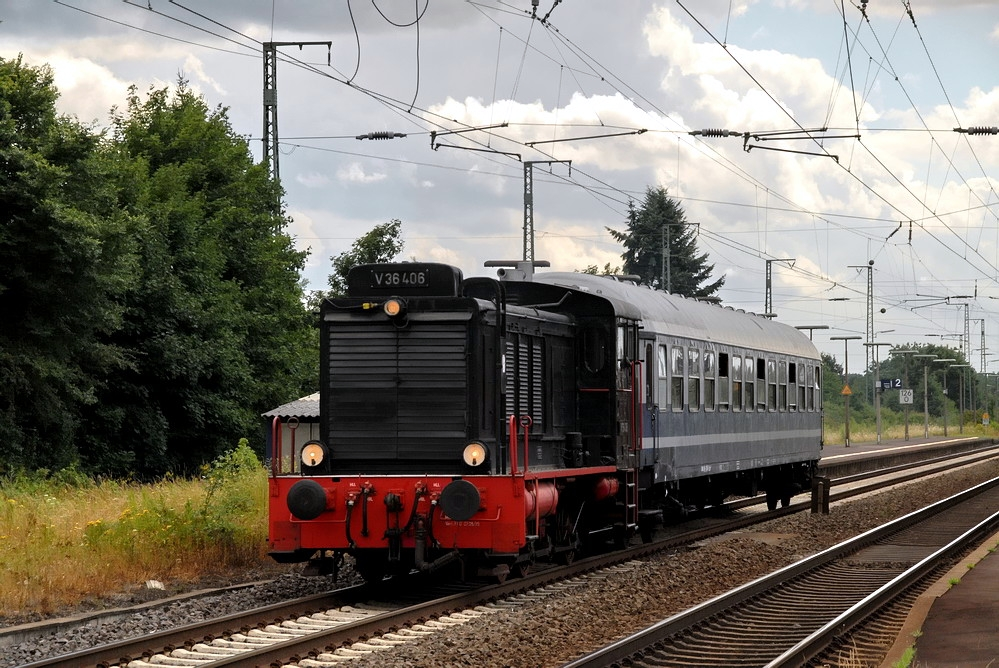
Lok V 36 406 der Historischen Eisenbahn Frankfurt

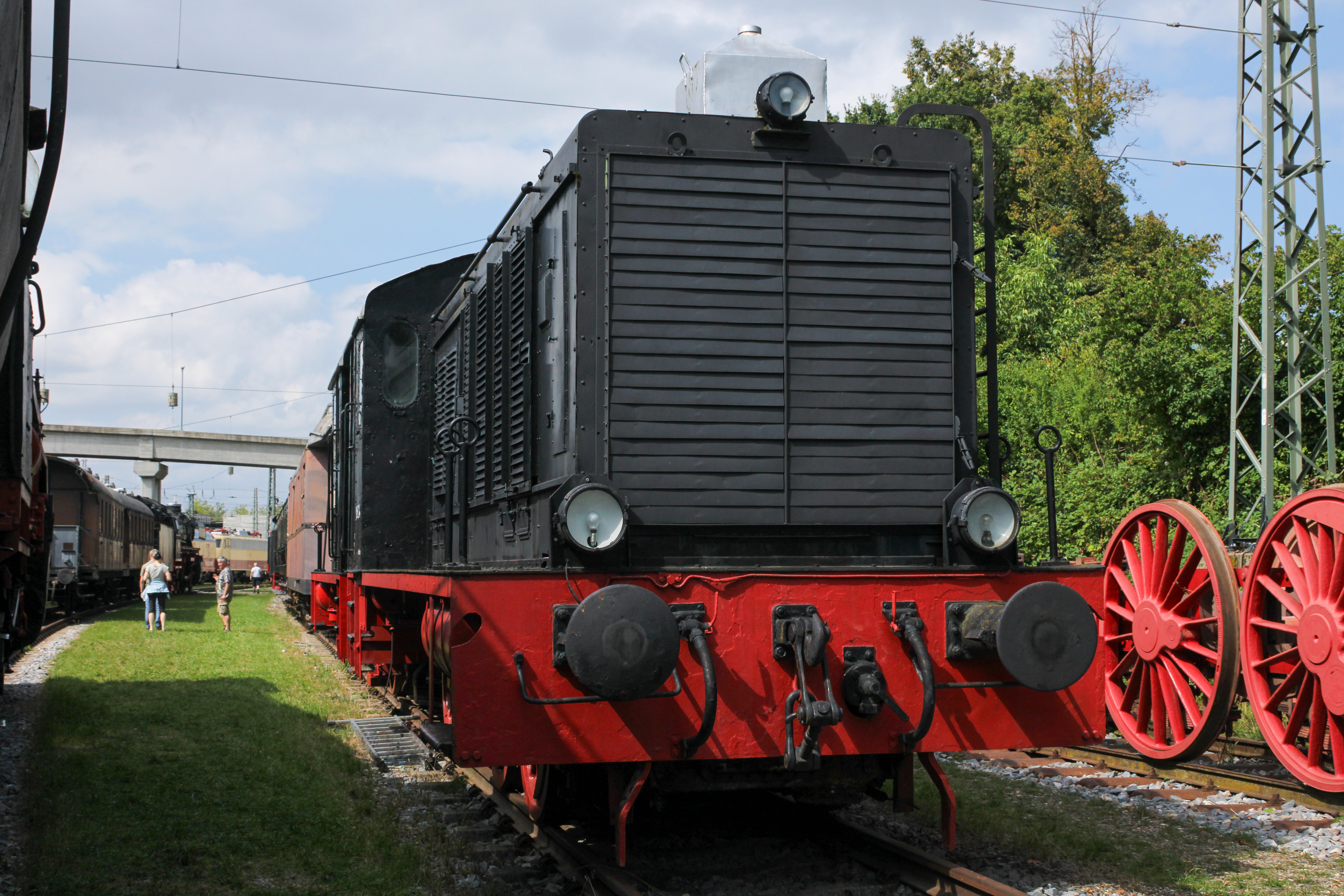
V 36 224 (fiktive Nummer in Anlehnung an DB-Nummernschema) im BEM Nördlingen

Nach dem Krieg verblieben viele dieser Lokomotiven in Deutschland. Wenige Einzelstücke waren auch in Österreich, Italien, Frankreich, Ungarn, der Tschechoslowakei und den Benelux-Staaten zu finden. Bei der späteren DB wurden die WR 360 C 14, deren Aufarbeitung sich noch lohnte, in den Unterbaureihen V 36.0, V 36.1, V 36.2 und V 36.3 zusammengefasst. 1955 waren bei der DB 95 Lokomotiven im Bestand, bei der DR 1957 35. Während V 36.0–2 ein dieselhydraulisches Getriebe und einen Endführerstand mit einem langen, hohen Vorbau hatten, war es bei der V 36.3 eine dieselmechanische Kraftübertragung. Außerdem wichen die Abmessungen der V 36.3 von den anderen ab und entsprachen einer DWK-Werks-Type. V 36 310 hatte zudem einen Mittelführerstand und wurde wie V 36 301 als Triebfahrzeug für einen Schienenschleifzug verwendet. Diese Lokomotiven wurden aber schon bald ausgemustert, besonders nachdem die DB die Nachbauloks 401 bis 418 erhalten hatte.
Etliche V 36 blieben erhalten, sei es nun bei der DB und der DR selbst als historische Loks, bei Privatbahnen im In- und Ausland oder bei Museumsbahnen. Die Verkehrsbetriebe Grafschaft Hoya (VGH) in Norddeutschland waren bis in die 1990er Jahre ein „V-36-Paradies“, noch heute tut dort V 36 005 (VGH-Nummer, früher DB V 36 237), deren Eigentümer der Deutsche Eisenbahn-Verein (DEV) ist, ihren Dienst zu Sonderfahrten oder als Reservelok. Die V 36 102 stammt aus der Heeresmunitionsanstalt Feucht. Bei der DR wurden sie im Rangierdienst und leichten Güterverkehr eingesetzt, wofür sie schon die Wehrmacht vorgesehen hatte. Der Einsatz der Maschinen bei der DR erfolgte überwiegend im Ölhafen Wismar sowie zur Bedienung von Treibstofflagern der Roten Armee, weil damals die V 36 die einzige Lokomotivbaureihe bei der Deutschen Reichsbahn war, die über eine Explosionsschutzeinrichtung verfügte. Die Loks mussten teilweise wegen fehlender Ersatzteile remotorisiert werden.
Ein Vorserienexemplar steht im Technik-Museum Speyer. Die Lokomotive wurde 1938 von Schwartzkopff (BMAG) für die Wehrmacht hergestellt und schließlich 1962 von der Steinhuder Meer-Bahn mit der Nummer 271 an die Stadt Frankfurt verkauft. Das Fahrzeug wurde von den Stadtwerken Frankfurt mit der Nummer 2018 eingesetzt. Die Lokomotive ist mit einem Stromabnehmer zur Steuerung von Signalen auf einer Strecke der ehemaligen Frankfurter Lokalbahn ausgestattet. Die Lokomotive wurde 1980 wegen eines Risses im Motorblock abgestellt und an die Historische Eisenbahn Frankfurt abgegeben.
- V 36 027 übernahm die DR 1983 in ihren Bestand der Traditionsfahrzeuge. Sie trug damals die Betriebsnummer 103 027-9. 1992 erfolgte die Umzeichnung in 388 365-9. Mit dieser Nummer wurde sie auch 1994 in den Bestand der DB eingereiht und 2001 ausgemustert. Sie ging dann an die Mecklenburgischen Eisenbahnfreunde Schwerin e. V., wo sie wieder ihre alte Nummer V 36 027 erhielt.
- V 36 032 befindet sich im Eisenbahnmuseum Weimar.
- V 36 102 befindet sich im Eisenbahnmuseum Darmstadt-Kranichstein ist gepflegt und rollfähig.
- V 36 107 befindet sich im DB Museum Koblenz
- V 36 108 befindet sich im DB Museum Nürnberg
- V 36 123 und eine als V 36 235 bezeichnete Maschine der Britischen Rheinarmee, befinden sich bei der Dampfbahn Fränkische Schweiz e. V.
- V 36 127 befindet sich betriebsfähig im Eisenbahnmuseum Neustadt (Weinstr.)
- V 36 204 gehört seit 2014 den Bahnbetrieben Blumberg und wird auf der Wutachtalbahn eingesetzt.
- V 36 211 und V 36 224 befinden sich im Bayerischen Eisenbahnmuseum in Nördlingen. Beide sind nicht betriebsfähig.
- V 36 231 befindet sich im Eisenbahnmuseum Bochum-Dahlhausen.
- V 36 237 ist unter ihrer VGH-Nummer „V 36 005“ im Bestand des DEV.
- V 36 316 befindet sich in gutem Zustand, jedoch nicht betriebsfähig, im Eisenbahnmuseum Dieringhausen.
- V 36 401 befindet sich im Eisenbahnmuseum Darmstadt-Kranichstein, in Aufarbeitung.
- V 36 405 ist heute im Eigentum der Historischen Eisenbahn Frankfurt, sie ist nicht betriebsfähig.
- V 36 406 ist ebenfalls im Eigentum der Historischen Eisenbahn Frankfurt, sie ist betriebsfähig.
- V 36 411 befindet sich im Eisenbahnmuseum Darmstadt-Kranichstein.
- V 36 412 ist im Eigentum des Vereins Förderverein Eisenbahn-Tradition und betriebsfähig im Bw Lengerich der Teutoburger Wald-Eisenbahn stationiert.

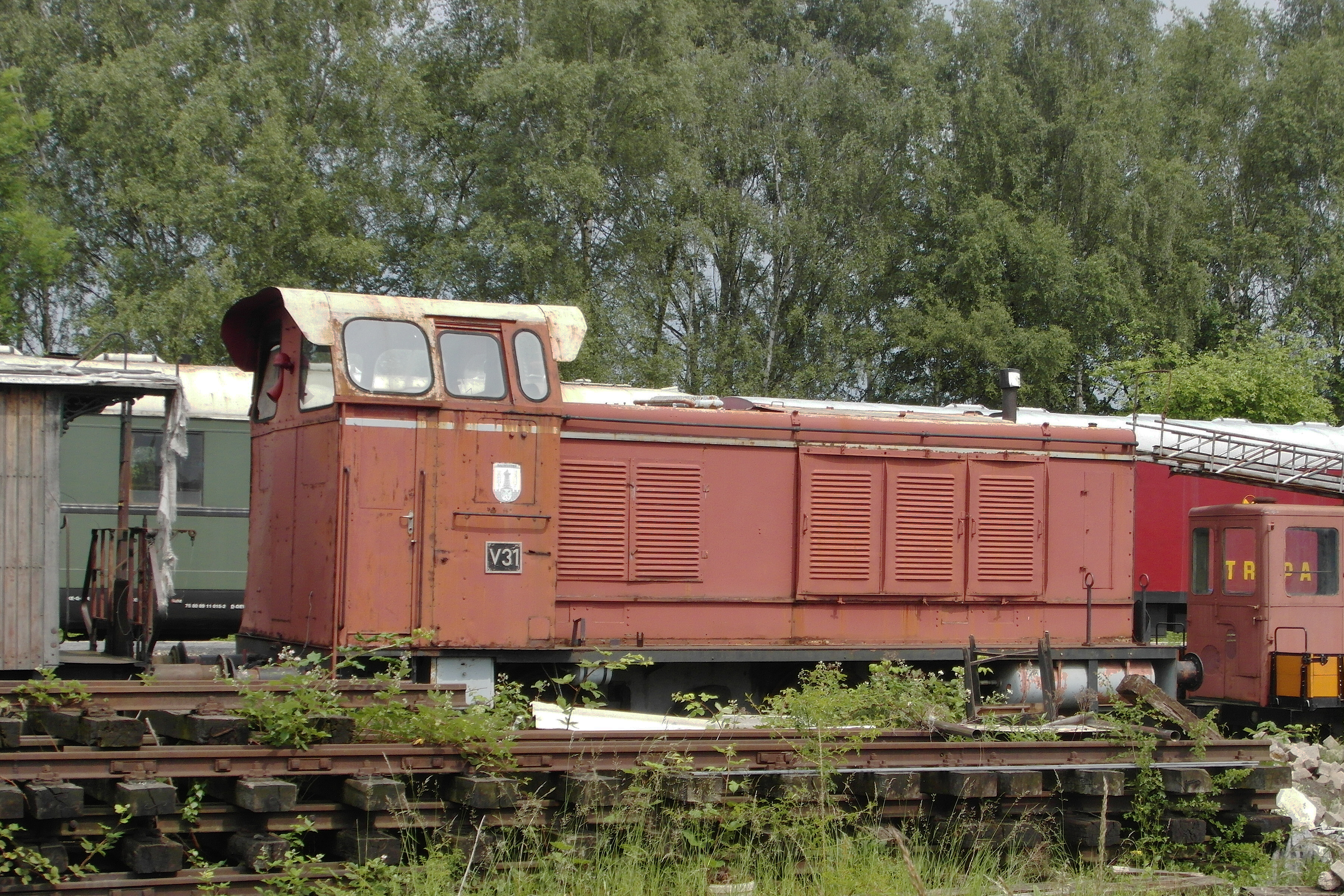
DEW V 31, abgestellt in Stadthagen

Eine Lokomotive mit der O&K-Fabriknummer 21114 von 1938 kam nach dem Ende des Zweiten Weltkrieges als Werklok zur Wintershall in deren Kaliwerk Heringen. Sie fuhr nie bei der DB, wurde aber bis 1988 als Werklok in Heringen (Werra) eingesetzt und gelangte nach ihrer Abstellung zu Eisenbahnfreunden. Über mehrere Stationen gelangte sie schließlich zum Historische Eisenbahn Mannheim e. V., der sie 2018 an eine Privatperson veräußerte. Die in Anlehnung an das DB-Nummernschema als V 36 240 bezeichnete Lok bleibt weiterhin in Mannheim hinterstellt.
Eine Lokomotive mit der O&K-Fabriknummer 21461 von 1941 kam nach dem Ende des Zweiten Weltkrieges über die Deutsche Eisenbahn-Gesellschaft und die Farge-Vegesacker Eisenbahn zur Rinteln-Stadthagener Eisenbahn, wo sie mit einem Hochführerstand umgebaut wurde. Nach Einsatzjahren bei der Teutoburger Wald-Eisenbahn gelangte sie zur Museumsbahn in Klein Mahner und 2006 zurück nach Stadthagen zur Dampfeisenbahn Weserbergland.
Eine Maschine, die 1942 von BMAG mit der Werksnummer 11458 gebaut und als Wifo 31 eingereiht wurde, kam über die Britische Rheinarmee 1969 zur Aktien-Zuckerfabrik Wetterau als Lok 1 und 1990 als Lok 2 zu den Eisenbahnfreunden Wetterau, wo sie im Museumszugdienst im Einsatz ist. Sie erhielt für ihren ersten Einsatzort einen Explosionsschutz und war nie bei der Deutschen Bundesbahn, dadurch wurde sie nie als „V 36“ bezeichnet und ist weitestgehend im Originalzustand. Ihre Nummer im deutschen Fahrzeugeinstellungsregister ist 98 80 0236 299-0 D-EBEFW.
Die drei Maschinen der ÖBB-Reihe 2065 wurden 1961 (2065.03) und 1968 (2065.01 und 02) ausgemustert. 2065.01 führte in den frühen 1960er-Jahren Züge auf der Kaltenleutgebner Bahn im Süden von Wien, wurde danach an die GKB verkauft, modernisiert und stand bis 1991 im Einsatz. Keine der drei Lokomotiven ist erhalten.
In den 1960er Jahren kam eine weitere Lok nach Österreich zur Montafonerbahn in Vorarlberg und stand dort als V10.012 im Betrieb, später kam sie zur Andritzer Schleppbahn, wo sie den derzeitigen Lack und die Nummer V36.03 erhielt. Derzeit ist sie bei der ÖGEG in Ampflwang und ist nicht betriebsfähig.

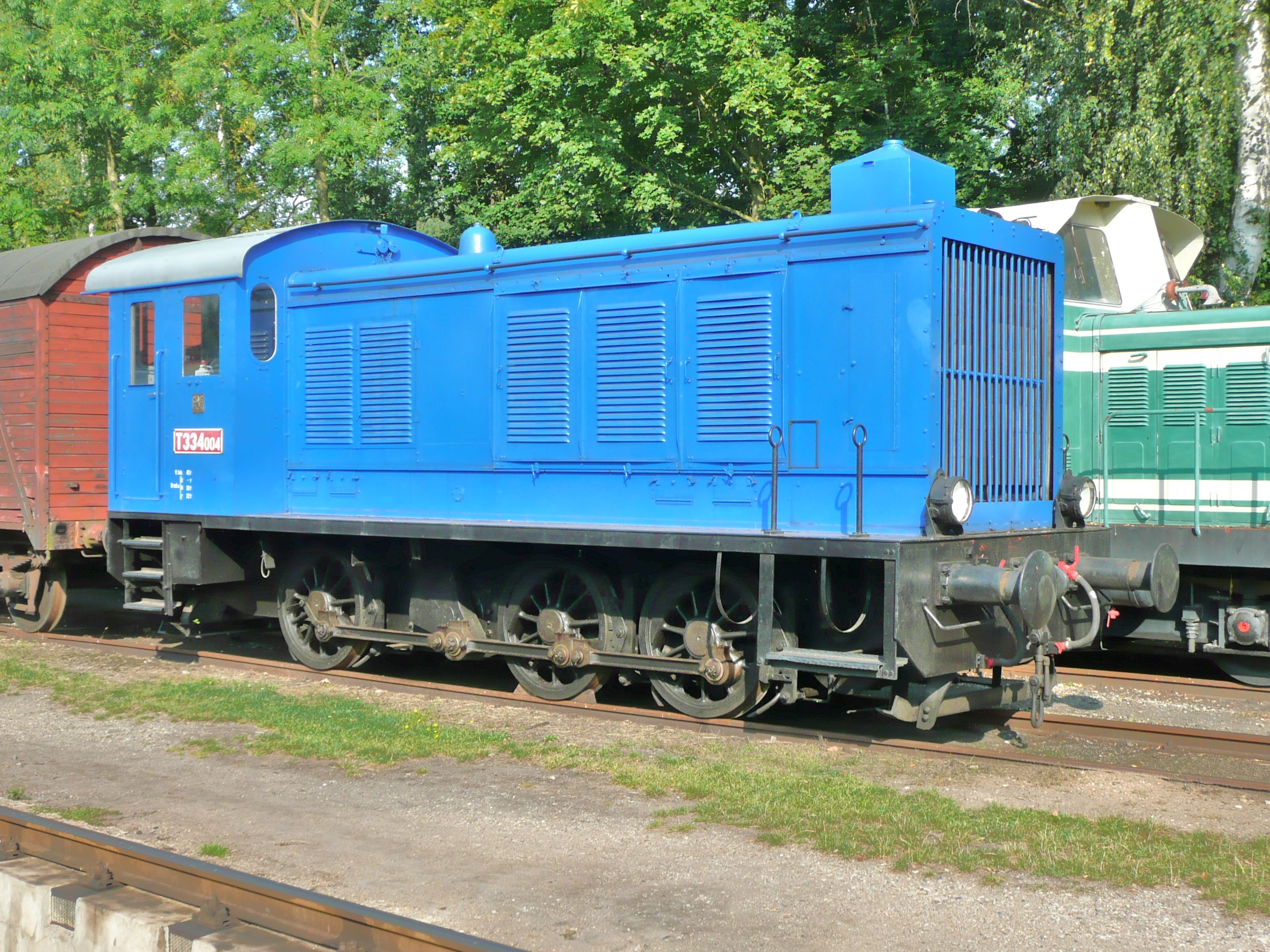
T 334.004 der ČSD im Eisenbahnmuseum Lužná u Rakovníka (2012)

Auch in der Tschechoslowakei blieb eine Lokomotive erhalten: BMAG 12031, Wirtschaftliche Forschungsgesellschaft mbH, Berlin, Lok 39, war als ČSD T 334.004 bezeichnet und 1957 ausgemustert. Die Lokomotive wurde nach ihrer Ausmusterung an eine Fabrik in Roudnice nad Labem verkauft und stand dort bis 1983 im Einsatz. Heute gehört sie – äußerlich restauriert – zum Bestand des Eisenbahnmuseums Lužná u Rakovníka.

## Nachfolgebauarten
Als nach dem Zweiten Weltkrieg der Bau von Schienenfahrzeugen in Deutschland wieder anlief, bauten viele Hersteller der V 36 sehr ähnliche Lokomotiven für Privat- und Industriebahnen, z. B. die Krauss-Maffei ML 440 C. Im Schienenfahrzeugbau der DDR wurde die Baureihe V 60 D von dieser Lok abgeleitet. Von diesen Typen sind ebenfalls zahlreiche Lokomotiven verschiedener Hersteller erhalten geblieben, einige wenige werden noch heute auf Industriebahnen eingesetzt.

### FVS LD 61–62

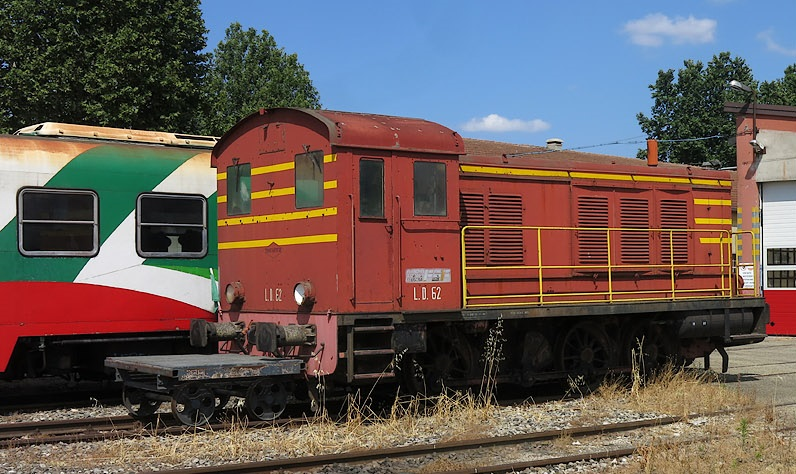
FSF LD.62 in Sermide (2023)

Die beiden Lokomotiven LD 61 und LD 62 wurden 1953 und 1954 von Deutz nach dem Vorbild der V 36 für die Ferrovia della Valle Seriana (FVS) gebaut. Sie waren bis zur Stilllegung der Strecke von Bergamo nach Clusone im Jahr 1967 sowohl im Güter- als auch im Personenzugdienst eingesetzt.

### FSF LD.61–62
1968 wurden sie an die Ferrovia Suzzara-Ferrara (FSF) abgegeben, wo sie zur Beförderung von Güterzügen verwendet wurden. 1988 wurden sie bei Officine Reggiane einer umfassenden Überholung unterzogen und nach der Ankunft der ersten deutschen V 200 nur noch für leichte Züge verwendet. LD.61 wurde in Bondeno abgestellt und LD.62, die 2015/2016 ihren Dienst als Rangierlokomotive im Betriebswerk in Sermide beendete, wurde im Betriebswerk abgestellt.